# Riaan Swanepoel
Pour les articles homonymes, voir Swanepoel.

a Compétitions nationales et continentales officielles uniquement.

Dernière mise à jour le 12 juin 2025.
 Riaan Swanepoel, né le 14 janvier 1986 à Cradock en Afrique du Sud, est un joueur sud-africain de rugby à XV qui évolue principalement au poste de centre.

## Biographie

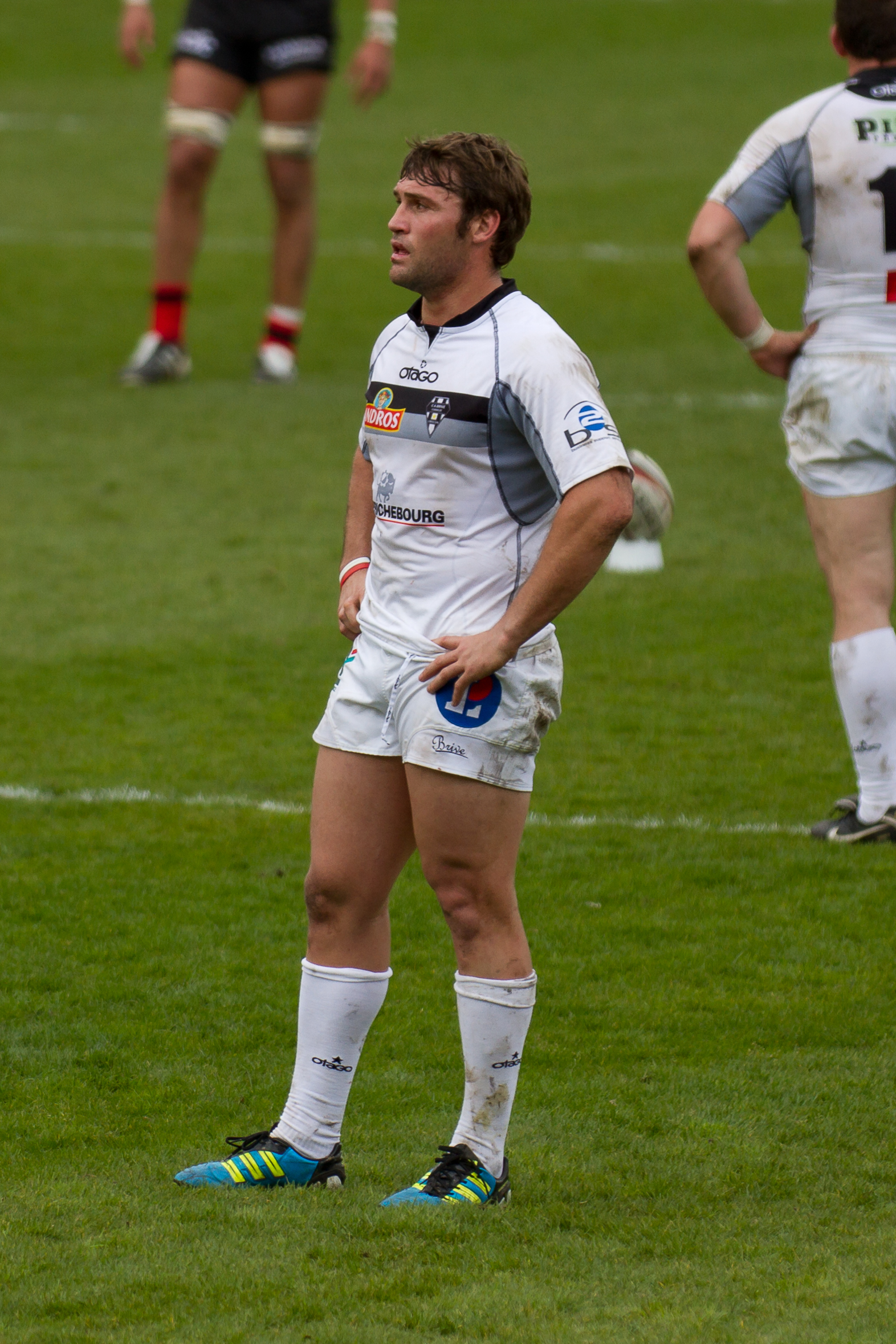
Riaan Swanepoel en avril 2012.

Riaan Swanepoel commence sa carrière professionnelle en 2007 avec les Natal Sharks en Vodacom Cup, puis en Currie Cup. En 2009, il fait églement ses débuts avec les Sharks en Super Rugby à l'occasion d'un match contre les Queensland Reds. Il affronte également les Lions britanniques cette même année, lors de leur tournée en Afrique du Sud. 
Au début de la saison 2011-2012, il rejoint l'ASM Clermont Auvergne en tant que joker Coupe du monde, afin compenser les absences de Gonzalo Canale, d'Aurélien Rougerie et de Gavin Williams,. Il joue six matchs lors de son passage.
En octobre 2011, à la fin de son contrat avec Clermont, il s'engage avec le CA Brive en tant que joker médical de Nicolas Jeanjean. 
Malgré la relégation, en fin de la saison, du CA Brive en Pro D2, il prolonge son contrat avec le club club. Lors de la saison 2012-2013 de Pro D2 il devient, un élément incontournable du CAB et décide de prolonger son contrat de deux saisons supplémentaires avec le club corrézien,.
En fin de contrat à la fin de saison 2014-2015, Riaan Swanepoel signe un contrat de deux saisons en faveur de Provence Rugby. 
Le club provençal étant relégué en Fédérale 1 à la fin de sa première saison, il quitte le club pour l'US Montauban. En mars 2018, il prolonge son contrat pour deux saisons supplémentaires. Il est contraint de prendre sa retraite de joueur en janvier 2020, à la suite d'une blessure au dos.